# اسبان سپید تابستان
اسبان سپید تابستان (ایتالیایی: Bianchi cavalli d'Agosto) یک فیلم درام ایتالیایی است که در سال ۱۹۷۵ منتشر شد. از بازیگران آن می‌توان به جین سیبرگ، فردریک استفورد، رناتو چستیه، وانا بروزیو و چیچو اینگراسیا اشاره کرد.
این فیلم در زمره‌ی گونه‌ای از ملودرام‌های ایتالیایی قرار می‌گیرد که به نام «فیلم‌های اشک‌آور» شناخته می‌شوند.  همچنین، در کنار فیلم آخرین برف‌های بهار، از شناخته‌شده‌ترین و موفق‌ترین آثار رناتو چستیه، بازیگر کودک، به شمار می‌رود.